# Răspundere juridică
În drept, răspunderea juridică este obligația oricărui subiect de drept de a accepta consecințele actelor sale juridice.
Este una dintre principiile fundamentale ale dreptului. Presupune o atitudine conștientă, activă, bazată pe voința juridică a subiectului. Este rezultatul neconformării în fața legii, fapt care le oferă organelor statale dreptul de a interveni, cu scopul desfășurării în condiții optime a relațiilor sociale.
Prin natura, trăsăturile și consecințele pe care le produce, răspunderea juridică poate fi considerată ca o formă agravată de răspundere socială.

## Bibliografia
- Bădescu, M; Teoria Generală a Dreptului; Curs universitar, editura Hamangiu, București, 2022.